# Паукова мрежа (роман)
Паукова мрежа (енгл. Spider's Web) је криминалистичка фантастика британске књижевнице Агате Кристи (енгл. Agatha Christie) објављена 1954. године. Српско издање је објавила издавачка кућа Народна књига 2004.

## Историјат
Настала је након објављивања новелизација драма Црна кафа и Неочекивани гост. Првобитно је објављена 1954. године. У роман је прерађена од стране Чарлса Озборна 2000, објављена је у Великој Британији, у издању Харпер Колинс, септембра исте године. У Сједињеним Америчким Државама је објављена 11. новембра 2000. у издаваштву St. Martin's Press, а српско издање је објавила издавачка кућа Народна књига 2004. године.

## О књизи
Клариса Хејлшам Браун је супруга страног дипломате Хенрија. У њиховој кући су три госта, њен кум сер Роуланд Роли Делахеј, Хјуго Бирч и младић Џереми Ворендер. Када Џереми остане сам са Кларисом признаје јој своју љубав али она одлучује да остане верна супруга и маћеха па га одбија. Када се Пипа врати из школе истражује делова дворца са Џеремијем и открива тајни пролаз. Гости након тога одлазе у локални голф клуб. Клариса се суочава са Пипиним очухом Оливером Костелом који је зависник од дроге. Он наводи да ће Пипа у будућности морати да остане са својом мајком и са собом одводи баштованку дворца. Неколико минута касније Хенри Хејлшам Браун долази кући и оглашава тајни долазак совјетског премијера у Лондон, као и да мора да га дочека на локалном аеродрому.
Након што сви оду Костело се шуња по дневној соби, а убрзо Клариса открива његово тело у салону и верује да га је Пипа убила палицом за голф у очају. Смишља план са тројицом гостију који се враћају како би се решили тела, али пре него што то ураде долази полиција која каже да је добила анонимну дојаву да је у кући извршено убиство. У току испитивања Клариса и гости лажу надајући се да ће тако прикрити убиство за које се мисли да је Пипа починила. Међутим, Клариса неколико пута мења своју причу и тако се уплеће у паукову мрежу. Полиција убрзо открива да је Костело нестао.
Касније, када Џереми остаје сам са Пипи прво се претвара да жели да је утеши, а затим покушава да је угуши јастуком. Међутим, то убрзо види Клариса која схвата да је Џереми тај који је убио Чарлса Селона, власника антикварнице и претходног власника дворца који је имао нешто вредно у свом поседу. Предмет који је тражио је негде у кући, а не у антикварници и због тога је пришао Клариси мислећи да је она госпођа Браун, власница дворца и партнерка у његовом послу са антикварницама што је у ствари баштованка. Пошто је Џереми био на истој мисији као и Костело морао је да га елиминише. Предмет за којим су трагали је поштанска марка вредна 14.000 фунти. Џереми покушава да убије Кларису јер је она једина преостала која зна његову тајну али полиција која их прислушкује га хапси. Тројица гостију одлазе и Хенри се враћа кући који се заједно са супругом спрема за гостовање премијера.